# Controfigura

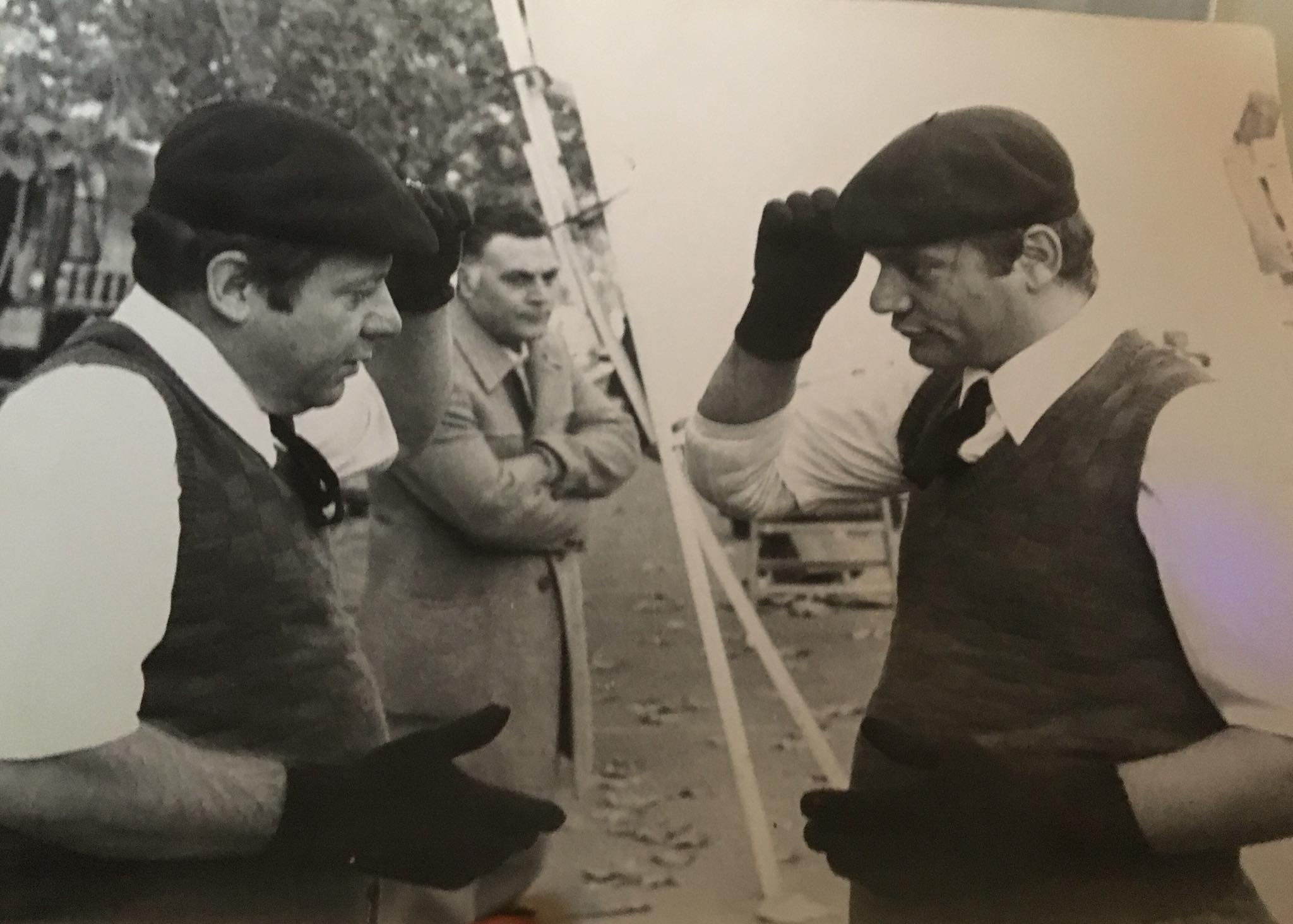
Paolo Villaggio con la sua storica controfigura Clemente Ukmar sul set del primo film di Fantozzi (fine 1974).

La controfigura è il sostituto di un attore in determinate inquadrature o scene.

## Caratteristiche
La controfigura viene utilizzata solitamente:
- Nelle scene pericolose, dove viene utilizzato un cascatore[1];
- Nelle scene di nudo o di sesso;
- Quando sono richieste abilità atletiche o tecniche di cui l'attore è sprovvisto, come ad esempio suonare uno strumento musicale o se deve eseguire numeri di prestigio[1];
- Quando devono comparire contemporaneamente più ruoli interpretati dallo stesso attore, oppure lo stesso personaggio appare più di una volta (come nel caso di viaggi nel tempo o cloni);
- Quando l'attore principale è impossibilitato ad interpretare il personaggio[1].

In altri casi, può essere un sostituto dell'attore utilizzato per motivi tecnici (stand-in), come determinare l'illuminazione di una data scena prima di girare.